# حي سكني

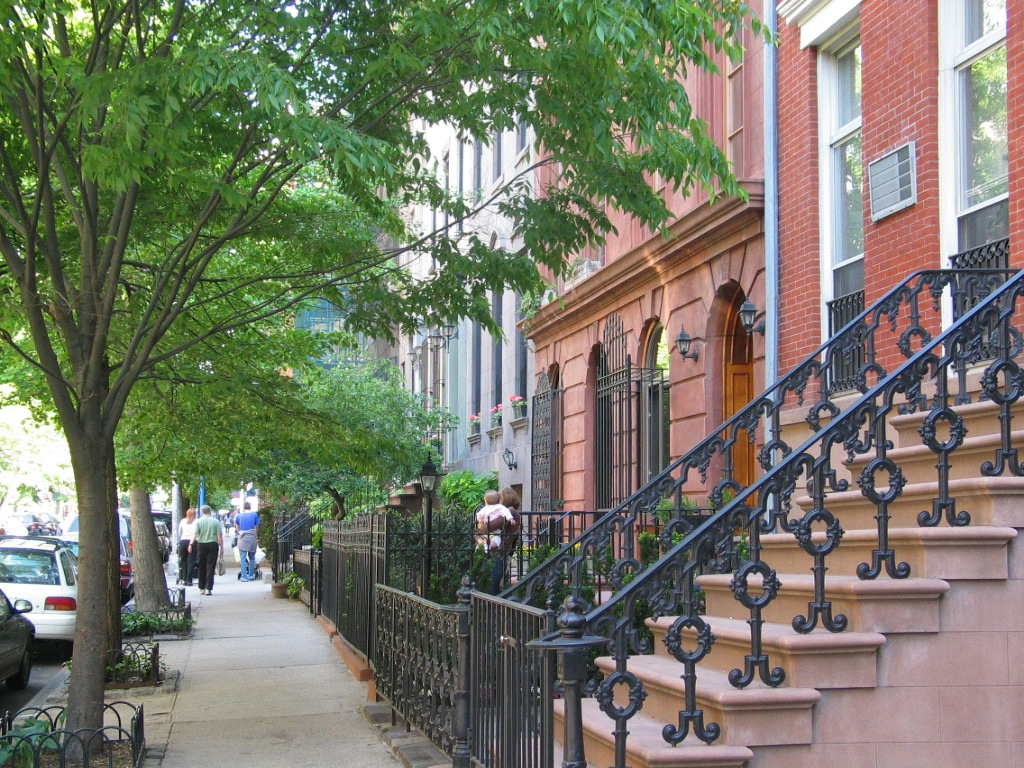
حيّ تشيلسي بمانهاتن في مدينة نيويورك

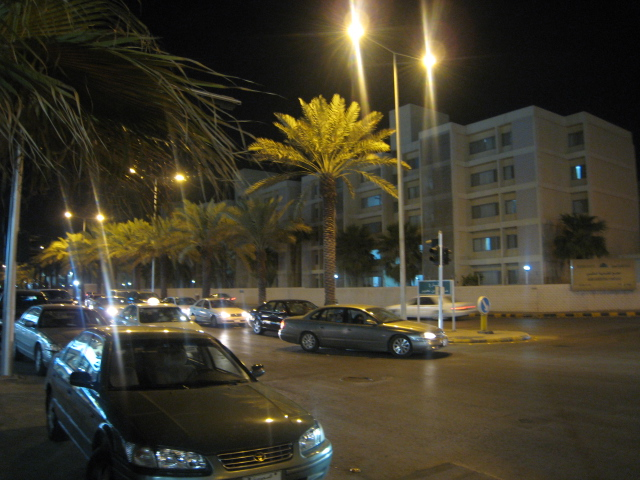
مخطط سكني في الرياض ليلا

حي سكني منطقة جغرافية تتواجد ضمن مدينة كبيرة أو بلدية أو حتى معتمدية، ويقتصر استخدام أراضي الحي السكني على السكن الخاص دون الاستخدمات التجارية. وتختلف الأحياء في معيارها الراقي أو المتدني تبعاً لـسكانها أو قيمه أرضها أو جهتها، ويختلف نوع قاطني هذه الأحياء نسبة إلى صنع الإنسان الأحياء والمدن كامتداد لحاجاته الاجتماعية والاقتصادية. وبنظرة سريعة إلى وضع الإنسان الحالي في هذه البيئة، نجد أننا نفتقد لكثير من الحاجات الاجتماعية حتى أننا لا نتيح الفرصة لأنفسنا في التعرف على الأشخاص المحيطين بنا سواء في المساكن التي نقطنها أو في الساحات والحدائق وذلك لإنماء وتفعيل الحس الاجتماعي والذي هو جل أساس تطور الأحياء.
يعطي تخطيط الأحياء الحديثة الأولوية في الحي للمشاة مما يسهل حركتهم إلى دور العبادة والمدرسة والمنتزهات والأسواق في أمان ويسر دون التعرض للتقاطعات الخطرة.
توفر الأحياء الحديثة لكل مجموعة من الأسر لا تزيد عن (15) ملعباً للأطفال على شكل برحة جوار منازلهم وبعيداً عن حركة السيارات والفضوليين مما يشجع على الترابط بين سكانه.
توفر الأحياء الحديثة ملاعب مركزية للسكان بمساحات كبيرة وسطها وبعيداً عن الفضوليين.
تمنع الضرر عن الجار وتحافظ على القيم الدينية وتشجع العلاقات الاجتماعية، من خلال توفير الفراغات والحدائق شبه الخاصة بين المساكن.
التشجير والمساحات الخضراء تشكل محوراً هاماً للسكان يمكن الوصول لها مشياً وبسهولة من أي مكان بالحي وهذا ذو أثر مشجع للسكان على المشي والتعارف فيما بينهم في بيئة آمنة وصحية.
الحي يوفر للمتساكنين كل المرافق الضرورية مثل :
- مركز تسويق رئيسي يخدم المنطقة والمناطق المجاورة.
- مركز تسوق صغير داخل الحي لخدمة سكان الحي فقط.
- مناطق تجارية مصغرة توفر الخدمات الأساسية للحارات الداخلية.
- مناطق تنزه وتسلية.
- حديقة رئيسية متصلة بخطوط المشاة يمكن الوصول إليها بسهولة وأمان من كافة الأحياء.
- حدائق صغيرة وملاعب أطفال موزعة لخدمة الأحياء
- المسجد والخدمات التعليمية والأمنية.
- إحياء الروح الاجتماعية للوحدة والمجموعة السكنية وللمجتمع ككل داخل المنطقة.

تعد جودة البيئة السكنية مؤشراً على مستوى جودة الحياة، وتتطلب تنمية البيئة السكنية وتحسين مستواها ودعم الإحساس بروح المجموعة بين السكان، وتمكينهم من المشاركة في إدارة الحي والعناية به، وتحث السكان على الإستفادة والإفادة والرفع من جودة حيهم من الناحية التنظيمية والإدارية، وبالتالي المدينة وكذلك الشعور بالمسؤولية واندفاعهم إلى التكامل والتعاون والتآخي والتواصل بين أفراد المجتمع عموماً والجيران خصوصاً، كما أن نقص الحدائق والساحات العامة يقلل من حركة المشاة، ويجعل تواجد السكان في الفراغات العامة والمشتركة نادراً، فتزداد بذلك العزلة بين القاطنين ويقل التعارف فيما بينهم مما يؤدي إلى ضعف العلاقات الاجتماعية.

## تقسيم إداري
الحي: يتكون من مجموعة من الحارات المتجاورة التي يختلف عددها من حي إلى آخر ويحيط بالحي مجموعة من الشوارع التي تفصله عن بقية الأحياء الأخرى ويكون جزءاً من المدينة.

## اقرأ أيضاً
- حصة حديقة